# سورة الكوثر
سُورَةُ ٱلۡكَوۡثَرِ هي سورة مكية، وقيل مدنية، ترتيبها 108 بين سور المصحف البالغة 114 سورة، وعدد آياتها ثلاث آياتٍ، وهي أقصرُ سور القرآن الكريم إذ تتكون من عشر كلماتٍ واثنين وأربعين حرفاً، وفي ترتيب القرآن الكريم تقع بعد سورة الماعون وقبل سورة الكافرون. وهي السورة الخامسة عشر من حيث النزول (عند من يرجح أنها مكية)، فقد نزلت بعد سورة العاديات وقبل سورة التكاثر. تتحدث السورة عن فضل الله تعالى على النبي محمد بن عبد الله، فقد أعطاه نهر الكوثر، وهو أحد أنهار الجنة، فعن عبد الله بن عمر: قال رسول الله ﷺ: «الكَوْثَرُ نهرٌ في الجنةِ حافَتَاهُ من ذهبٍ ومَجْرَاهُ على الدُّرِّ والياقوتِ تُرْبَتُهُ أَطْيَبُ من المِسْكِ وماؤُهُ أَحْلَى من العَسَلِ وأَبْيَضُ من الثَّلْجِ»، وأمر الله نبيه في السورة بإدامة الصلاة، ونحر الهدي شُكرًا لله، وبشره في نهايتها بخزي أعدائه، وأن مبغضيه سينقطع ذكرهم.
وفقًا لتقسيم المُصحف الشهير الذي يُعتقد أن واضعه هو الحجاج بن يوسف الثقفي فإن سورة الكوثر تقع في الجزء الثلاثين والأخير من القرآن الكريم والمُسمى جزء عم، وفي آخر حزبٍ وهو الحزب الستون، كما أن الكلمات: (الكوثر) و(انحر) و(الأبتر) لم تردْ في القرآن الكريم إلا في هذه السورة فقط. لا تحتوي السورة على سجدات تلاوة، وعدد حروفها بدون تكرار سبعة عشر حرفًا، وهي: (أ، ن، ع، ط، ي، ك، ل، و، ث، ر، ف، ص، ب، ح، ش، هـ، ت).
تبدأ السورة بخطاب الله تعالى لنبيه قائلاً إنه أعطاه نهر الكوثر أحد أنهار الجنة وعليه حوضه الذي سترد عليه أمته يوم القيامة وكل من شرب من حوضه لن يظمأ من بعد أبداَ، وهُناك من قال إن لفظة الكوثر يُعنى بها الخير الكثير الذي وهبه الله لنبيه كالنبوة والقرآن الكريم والشفاعة، ثم أمر الله نبيه في الآية الثانية بإدامة الصلاة لله الخالق ربِّ السماوات والأرض، وبذبح النسك طاعةً له -عز وجل-، وفي الآية الثالثة يصف البيان الإلهي الرجلَ الذي يبغض النبي وشمت بوفاة أبنائه الذكور -ويُرجح أنه العاص بن وائل السهمي- بالمُنقطع عن كل خير أو المنقطع العقب.

## نص السورة
﴿إِنَّا أَعْطَيْنَاكَ الْكَوْثَرَ ۝١ فَصَلِّ لِرَبِّكَ وَانْحَرْ ۝٢ إِنَّ شَانِئَكَ هُوَ الْأَبْتَرُ ۝٣﴾ [الكوثر:1–3].
ثمة قراءة أُخرى لـ«إنَّا أعْطيناك» في الآية الأولى، فقد قرأها الحسن وطلحة بن مصرف: «إنَّا أنْطيناك» وهي روايةٌ عن أم سلمة عن النبي ﷺ، وفي اللغة «أنطى» بمعنى «أعطى»، وهي من القراءات الشاذة غير المُتواترة.(1)

## سبب النزول

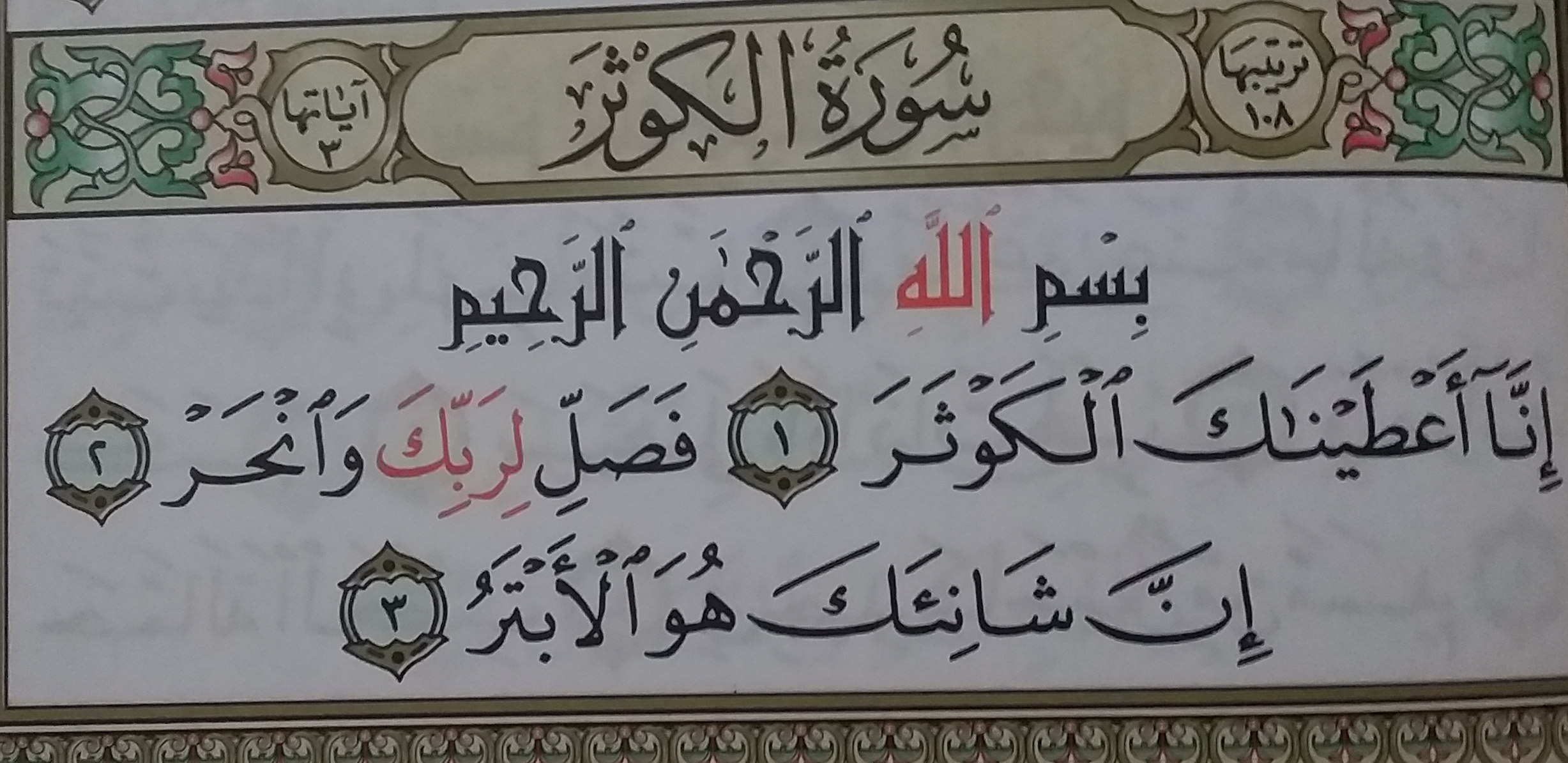
صورة لسورة الكوثر بالرسم العُثماني بـرواية حفص عن عاصم

- قِيل إن آية ﴿إِنَّ شَانِئَكَ هُوَ الْأَبْتَرُ ۝٣﴾ [الكوثر:3] نزلت في العاص بن وائل السهمي، كان واقفاً مع النبي يكلمه، فقال له جمعٌ من قريش: مع من كنت واقفاً؟ فقال: مع ذلك الأبتر -وكانت العرب تُسمي من لا عقب له من البنين الأبتر-[15] وكان عبد الله ابن النبي قد توفي قبل هذه الحادثة، فأنزل الله تعالى الآية تتوعد قائل هذا بأنه مقطوعٌ ذِكْرُهُ في الدُنيا والآخرة.
- قال عبد الله بن عباس أيضاً في سبب نزول الآية: «كان أهل الجاهلية إذا مات ابن الرجل قالوا: بُتر فلان. فلما مات عبد الله ابن النبي ﷺ خرج أبو جهل إلى أصحابه فقال: بُتر مُحمد؛ فأنزل الله جل ثناؤه: ﴿إِنَّ شَانِئَكَ هُوَ الْأَبْتَرُ ۝٣﴾ [الكوثر:3]»، وقال شمر بن عطية إن المقصود بالآية عقبة بن أبي معيط.
- ورُوي عن ابن عباس أيضاً أن الآية كانت جواباً لقريش حينما قالوا لكعب بن الأشرف سيد يهود المدينة لما قدم مكة: «نحن أصحاب السقاية والسدانة والحجابة واللواء، وأنت سيد أهل المدينة، فنحن خيرٌ أم هذا الصُّنَيْبِرُ الأبتر من قومه؟ [أي المنقطع عن قومه]»، فقال لهم: «بل أنتم خير»، فنزلت في كعب: ﴿أَلَمْ تَرَ إِلَى الَّذِينَ أُوتُوا نَصِيبًا مِنَ الْكِتَابِ يُؤْمِنُونَ بِالْجِبْتِ وَالطَّاغُوتِ وَيَقُولُونَ لِلَّذِينَ كَفَرُوا هَؤُلَاءِ أَهْدَى مِنَ الَّذِينَ آمَنُوا سَبِيلًا ۝٥١﴾ (سورة النساء/51)، ونزلت في قريش: ﴿إِنَّ شَانِئَكَ هُوَ الْأَبْتَرُ ۝٣﴾ [الكوثر:3].[16]
- وعن ابن عباس أيضاً أنه قال: «كان العاص بن وائل يمر بمُحمد ﷺ ويقول: إني لأشنؤك وإنك لأبتر من الرجال، فأنزل الله تعالى ﴿إِنَّ شَانِئَكَ هُوَ الْأَبْتَرُ ۝٣﴾ [الكوثر:3] من خير الدنيا والآخرة».
- وقيل إن العاص بن وائل دخل على جماعةٍ من قريش فوجدهم يتحدّثون عن النبيّ مُحمد فقال لهم: دعوه، فإنَّه أبتر وسينقطع ذكره بعد موته.[17]

اختلف علماء التفسير في سورة الكوثر مكيةٌ أم مدنيةٌ؟ فالجمهور وأغلب المُفسرين على أنها مكية لأن القاسم وعبد الله ابني النبي تُوفّيا في مكة، فيما رأى آخرون مثل الحسن البصري، ومُجاهد، وعكرمة، وقَتادة أنها مدنية مُستشهدين بأن صلاة العيدين فُرضت في السنة الأولى للهجرة، وبحديث أنس بن مالك في صحيح مسلم: «بَينا رسولُ الله ﷺ ذاتَ يومٍ بين أظهرنا إذْ أَغفى إغْفاءَةً ثُمَّ رَفعَ رأسَهُ مُبتسماً فقلنا: ما أضحكك يارسولَ الله؟ قال: "أُنْزِلَتْ عَلَيَّ آنِفاً سُورَةٌ"، فقرأ: "بسم الله الرحمٰن الرحيم. إِنَّا أَعْطَيْنَاكَ الْكَوْثَرَ. فَصَلِّ لِرَبِّكَ وَانْحَرْ. إِنَّ شَانِئَكَ هُوَ الْأَبْتَرُ"، ثم قال: "أَتَدرون ما الكوثرُ؟" فقلنا: الله ورسولُهُ أعلمُ. قال: "فإنَّه نهرٌ وعدَنِيهِ ربي عز وجل، عليه خيرٌ كثيرٌ، هو حوضٌ تَرِد عليه أُمتي يوم القيامة، آنيتُه عددُ النجوم، فَيَخْتَلِجُ العبد منهم فأقول: ربِّ إنه من أُمتي، فيقول: ماتدري ما أحدثَ بعدك"» يتحدث فيه عن نزول السورة، ويمكن تكرر نزولها مرتين.

## تفسير السورة

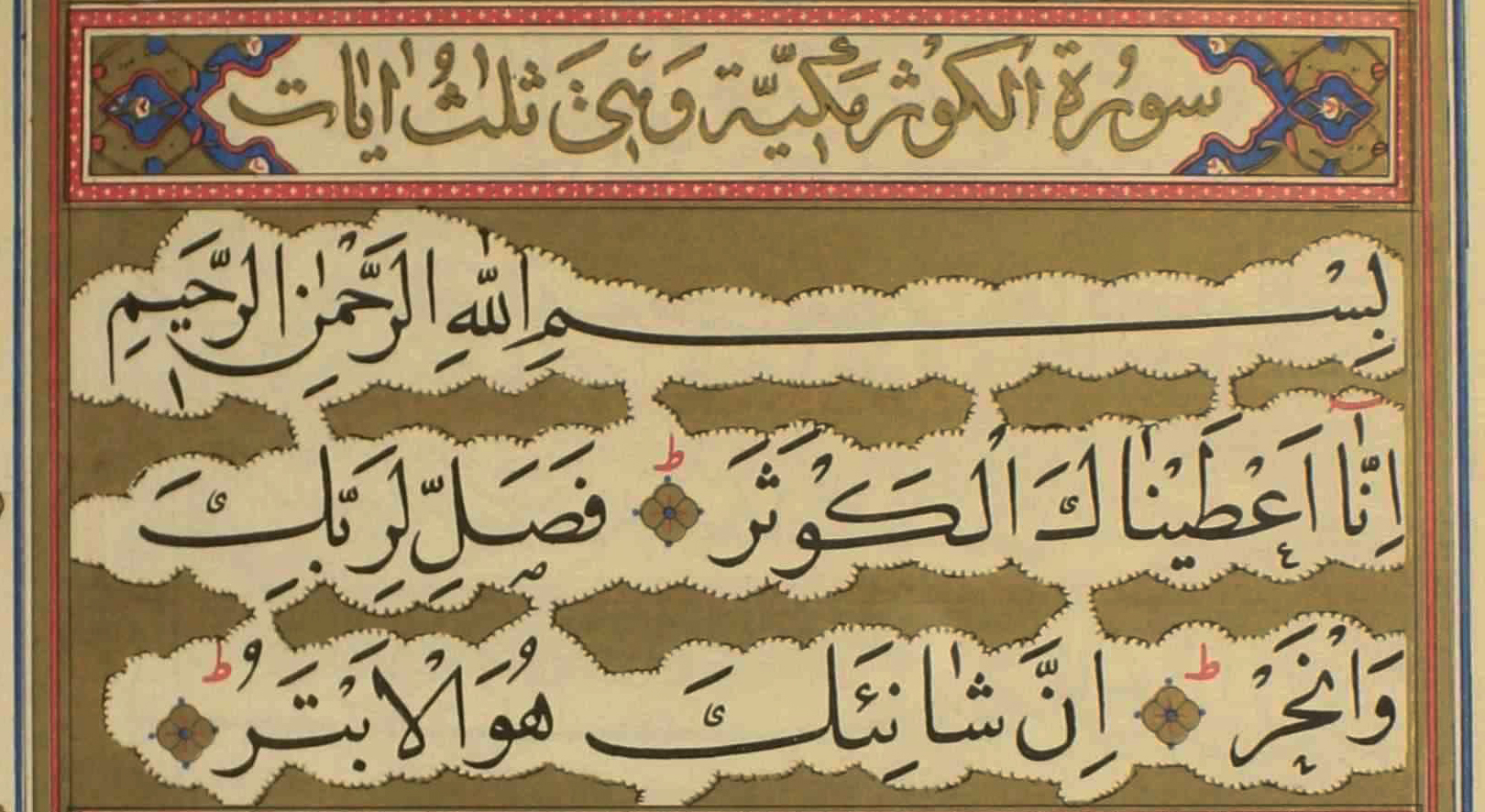
سورة الكوثر من مصحف فارسي يعود إلى نهاية عصر الدولة الصفوية سنة 1117 هـ.

### الآية الأولى
(كوثر) على وزن (فَوْعَل) وهي من الكثرة فالعرب تطلق على الكثير من كل شيءٍ اسم الكوثر. قيل لعجوزٍ رجع ابنها من سفرٍ: «بم آب ابنك؟» أي: بم رجع؟ فردت: «بكوثرٍ» أي بمالٍ كثير، والكوثر من الرجال هو السيد كثير الخير. قال الكميت بن زيد الأسدي (60 هـ - 126 هـ):
والكوثر من الغبار كثيره. قال حسان بن نشبة:
وفُسّرت كلمة كوثر بأقوالٍ كثيرةٍ، فمن قائلٍ إنه نهرٌ في الجنة، فقد رُوي عن عبد الله بن عمر أن النبي قال: «الكَوْثَرُ نهرٌ في الجنةِ حافَتَاهُ من ذهبٍ ومَجْرَاهُ على الدُّرِّ والياقوتِ تُرْبَتُهُ أَطْيَبُ من المِسْكِ وماؤُهُ أَحْلَى من العَسَلِ وأَبْيَضُ من الثَّلْجِ»، وقال عطاء الخراساني إنه حوض النبي يوم القيامة، فعن أنس بن مالك: «بَينا رسولُ الله ﷺ ذاتَ يومٍ بين أظهرنا إذْ أَغفى إغْفاءَةً ثُمَّ رَفعَ رأسَهُ مُبتسماً فقلنا: ماأضحكك يارسولَ الله؟ قال: "أُنْزِلَتْ عَلَيَّ آنِفاً سُورَةٌ"، فقرأ: "بسم الله الرحمٰن الرحيم. إِنَّا أَعْطَيْنَاكَ الْكَوْثَرَ. فَصَلِّ لِرَبِّكَ وَانْحَرْ. إِنَّ شَانِئَكَ هُوَ الْأَبْتَرُ" ثم قال: "أَتَدرون ماالكوثرُ؟" فقلنا: الله ورسولُهُ أعلمُ. قال: "فإنَّه نهرٌ وعدَنِيهِ ربي ، عليه خيرٌ كثيرٌ، هو حوضٌ تَرِد عليه أُمتي يوم القيامة، آنيتُه عددُ النجوم، فَيَخْتَلِجُ العبد منهم فأقول: ربّ إنه من أُمتي، فيقول: ماتدري ما أحدثَ بعدك"»، وقال عكرمة البربري إن الكوثر هو النبوة والكتاب، وقال الحسن البصري إنه القرآن الكريم، وقال المُغيرة إنه الإسلام، وقال الحسين بن الفضل إنه تيسير القرآن وتخفيف الشرائع، وقال كلٌ من أبي بكر بن عياش ويمان بن رِئاب إنه كثرة الأصحاب والأشياع والأمة، وقال وهب بن كيسان إنه الإيثار، وقال الماوردي إنه رفعة الذكر، وقيل إن الله أراد بالكوثر نوراً في قلب النبي دلَّه على الله تعالى، واعتبر أبو إسحاق الثعلبي الكوثرَ مُعجزات الله تعالى التي يهدي بها أهل الإجابة لدعوة النبي، وقال هلال بن يساف عن الكوثر هو شهادة التوحيد: «لا إله إلا الله مُحمد رسول الله»، وقيل إن المقصود به أولاده لأن السورة نزلت بعدما شمت المشركون في وفاة أبناء النبي، ويرى القائلون بهذا الرأي أن هذا المعنى قد تحقق، فثمة الكثير ممن ينتسبون إلى الحسن والحُسين سبطي النبي، وقال ابن إسحاق إنه العظيم من الأمر مُستشهداً ببيتٍ للشاعر لبيد بن ربيعة العامري (ت. 41هـ):
فكوثر هُنا بمعنى العظيم، وثمة من يجمع بين هذي الآراء بأن الكوثر هو الخير الكثير ونهر الكوثر من ذاك الخير، وهو الراجح عن ابن عباس من عدة طرق: «هو الخير الذي أعطاه الله إياه»، روى البخاري في هذا الحديث عن أبي بشر: قلت لسعيد بن جبير (راوي الحديث عن ابن عباس): فإن أناساً يزعمون أنه نهرٌ في الجنة، فقال سعيد: النهر الذي في الجنة من الخير الذي أعطاه الله إياه وجمهور المُفسرين على أن أصح الآراءِ الأول والثاني؛ لأنه ثبت عن النبي نصٌ في نهر الكوثر، ولأن أنس بن مالك سمع أُناسًا يتذاكرون الحوض، فقال لهم: «ماكنت أرى أن أعيش حتى أرى أمثالكم يتمارون [أي يتجادلون] في الحوض، لقد تركت عجائز خلفي، ماتُصلي امرأةٌ منهن إلا سألتِ الله أن يسقيها من حوض النبي ﷺ».
على أن ما ذهب إليه ابن عباس (وهو ترجمان القرآن) ووافقه عدة من كبار التابعين كالحسن البصري ومجاهد وقتادة وعكرمة وابن جبير من أن المقصود بالكوثر اسم جامع للخير الكثير الذي منحه الله إياه -ومن ضمنه نهر الكوثر في الجنة- رأيٌ وجيهٌ جامعٌ، لأن الآراء المختلفة أجمعت على الخير واختلفت في تحديده، ولأن الأحاديث الواردة ذكرت نهر الكوثر ولم تحصر الخير فيه وحده، وصحتها لا تعني إنكار سواها، فكل خيرٍ خصّ به الله تعالى نبيه في الدنيا والآخرة مشمول بعموم لفظ الكوثر وفقاً لهم.
وردت أحاديثُ كثر تصف نهر الكوثر، فقد روى أنس بن مالك أن الرسول قال: «أعطيت الكوثر فضربت بيدي إلى تربته فإذا مسك أذفر، وإذا حصاه اللؤلؤ، وإذا حافتاه قباب الدر»، وعن أنسٍ أيضاً: «سئل رسول الله ﷺ: ما الكوثر؟ قال: ذاك نهرٌ أعطانيه الله -يعني في الجنة- أشد بياضاً من اللبن وأحلى من العسل فيه طير أعناقها كأعناق الجزر. قال عمر: إن هذه لناعمة، فقال رسول الله ﷺ: أكلتها [أي من يأكلها] أنعم منها».

### الآية الثانية
قال أنس بن مالك في سبب نزول هذه الآية: «كان النبي ﷺ ينحر ثم يصلي، فأُمر أن يُصلي ثم ينحر»، وقال سعيد بن جبير عن مكان نزولها: «نزلت في الحُديبية حين حُصِر النبي ﷺ عن البيت، فأمره الله -تعالى- أن يُصلي وينحر البُدن وينصرف»، وفيها يُخاطب الله تعالى نبيه فيأمره بأداءِ الصلوات لله وحده، وأن ينحر البُدن على اسمه تعالى وحده لا شريك له، وهذا كله شكرًا لله الذي أنعم عليه بالخير الكثير في الدنيا والآخرة ومنه نهر الكوثر، وهو المعنى في سورة الأنعام في قوله تعالى: ﴿قُلْ إِنَّ صَلَاتِي وَنُسُكِي وَمَحْيَايَ وَمَمَاتِي لِلَّهِ رَبِّ الْعَالَمِينَ ۝١٦٢ لَا شَرِيكَ لَهُ وَبِذَلِكَ أُمِرْتُ وَأَنَا أَوَّلُ الْمُسْلِمِينَ ۝١٦٣﴾ (سورة الأنعام/162-163)، وهذا التفسير هو المعتمد عند الجمهور، وقاله عبد الله بن عباس وعطاء ومُجاهد وعكرمة والحسن وقتادة ومحمد بن كعب القرضي وعطاء الخراساني والحكم وإسماعيل بن أبي خالد، لكن اختلف العلماء في أي صلاةٍ هي المعنية في الآية، قال أبو بكر بن العربي مُبيناً الآراء في هذا: «أما من قال إن المُراد بقوله -تعالى-: (فصل) الصلوات الخمس؛ فلأنها ركن العبادات، وقاعدة الإسلام، وأعظم دعائم الدين. وأما من قال إنها صلاة الصبح بالمزدلفة؛ فلأنها مقرونة بالنحر، وهو في ذلك اليوم، ولا صلاةَ فيه قبل النحر غيرها؛ فخصها بالذكر من جملة الصلوات لاقترانها بالنحر»، واستدل بعض الفقهاء بهذه الآية على وجوب ذبح المناسك بعد الصلاة، وليس قبلها، ويؤيد هذا أيضاً ما ورد في صحيح البخاري عن البراء بن عازب قال: «خطبنا رسول الله ﷺ يوم النحر بعد الصلاة، فقال: "من صلى صلاتنا ونسك نسكنا فقد أصاب النسك، ومن نسك قبل الصلاة فتلك شاة لحم"، فقام أبو بردة بن نيار فقال: يارسول الله، والله لقد نسكت قبل أن أخرج إلى الصلاة، وعرفت أن اليوم يوم أكل وشرب فتعجلت وأكلت وأطعمت أهلي وجيراني. فقال رسول الله ﷺ: "تلك شاة لحم" [أي لاتجزىء عن النحر]، قال: فإن عندي عناقٌ جذعةٌ [أي ناقة فتية] هي خير من شاتَيْ لحم، فهل تجزي عني؟ قال: "نعم، ولن تجزي عن أحد بعدك"».
ثمة تفسيراتٌ أخر تُعد شاذةً ينكرها الجمهور، ففي قولٍ منسوبٍ للإمام علي بن أبي طالب أن المراد ب (انحر) وضع اليد اليمنى على اليسرى في الصلاة تحت النحر، وهناك من قال إن معناها رفع اليدين عند افتتاح الصلاة، وقيل إن المُراد استقبال القبلة بالنحر، ولكن اتفق جمهور المفسرين أن التفسير الأول هو الصواب، والباقي أقوالٌ شاذّة.

### الآية الثالثة
شانئ اسم فاعل من (شنأ) بمعنى (أبغض)، وقد ورد المصدر منه في سورة المائدة في قوله تعالى: ﴿يَا أَيُّهَا الَّذِينَ آمَنُوا كُونُوا قَوَّامِينَ لِلَّهِ شُهَدَاءَ بِالْقِسْطِ وَلَا يَجْرِمَنَّكُمْ شَنَآنُ قَوْمٍ عَلَى أَلَّا تَعْدِلُوا اعْدِلُوا هُوَ أَقْرَبُ لِلتَّقْوَى وَاتَّقُوا اللَّهَ إِنَّ اللَّهَ خَبِيرٌ بِمَا تَعْمَلُونَ ۝٨﴾ (سورة المائدة/8)، والأبتر لفظٌ يُطلق على من لا عقب له، وقد نزلت الآية -كما أوردنا بالتفصيل آنفاً- عندما شمت المشركون في وفاة أبناء النبي الذكور، ووصفوه بالأبتر، ويُقال إنها نزلت بسبب حوارٍ بين مشركي قريش وكعب بن الأشرف، ونعْتهم النبي بالأبتر، فكان أن رد البيان الإلهي عليهم بأنهم من سينقطع ذكرهم لا النبي الذي سيظل اسمه خالداً إلى يوم القيامة كما جاء في سورة الشرح في قوله تعالى: ﴿وَرَفَعْنَا لَكَ ذِكْرَكَ ۝٤﴾ (سورة الشرح/4)، ففي النطق بالشهادتين يجب ذكر اسم النبي، ولا يصح إسلام المرء إذا ترك الشطر الثاني منهما (وأشهدُ أنَّ مُحمَّدًا رسولُ اللّه)، وكذا الواجب على المسلمين في صلاتهم في التشهد تلاوة الصلوات الإبراهيمية، وترد الشهادتان أيضاً في الأذان وإقامة الصلاة، كما أن الله أمر المسلمين بالصلاة على النبي [أي الدعاء له]، والمجمع عليه أن الصلاة عليه مستحبة مندوبة كلما ذكر اسم النبي.

## فضل السورة
جاء في حديثٍ عن الإمام علي بن أبي طالب: «كان رسول الله ﷺ يوتر [أي يصلي سنّة الوتر] بتسع سور: في الركعة الأولى "ألهاكم التكاثر" و"إنا أنزلناه في ليلة القدر" و"إذا زلزلت الأرض"، وفي الثانية "العصر" و"إذا جاء نصر الله والفتح" و"إنا أعطيناك الكوثر"، وفي الثالثة "قل ياأيها الكافرون" و"تبت" و"قل هو الله أحد"»، وعندما طُعن أمير المؤمنين عمر بن الخطاب أناب عبد الرحمن بن عوف إماماً للصلاة نيابةً عنه، فقرأ يومئذٍ سورة الكوثر وسورة النصر، وفي المذهب الشيعي رُوي عن الإمام جعفر الصادق: «من كانت قراءته ﴿إِنَّا أَعْطَيْنَاكَ الْكَوْثَرَ ۝١﴾ في فرائضه ونوافله سقاه الله من الكوثر يوم القيامة، وكان محدثه عند رسول الله في أصل طوبى»، وجاء في المذهب الشيعي أيضًا أن النبي قال: «من قرأ هذه السورة سقاه اللّه تعالى من نهر الكوثر، ومن كلّ نهر في الجنّة وكتب له عشر حسنات بعدد كلّ من قرّب قرباناً من الناس يوم النحر، ومن قرأها ليلة الجمعة مائة مرّة رأى النبيّ صلّى اللّه عليه وآله وسلّم في منامه رأي العين، لايتمثّل بغيره من الناس إلّا كما يراه».
حديثٌ آخر أتفق علماء الحديث على أنه موضوع ومكذوب ولم يرد عن النبي، وهو: «من فاتته صلاة في عمره ولم يحصها، فليقم في آخر جمعة من رمضان ويصلي أربع ركعات بتشهد واحد، يقرأ في الركعة الواحدة الفاتحة وسورة القدر عدد خمس عشرة مرة، وكذلك سورة الكوثر مثلها، ويقول في النية: نويت أن أصلي أربع ركعات كفارة لما فاتني من الصلاة».

## الجانب البياني والإعجاز العددي في السورة
تحتوي السورة على الكثير من الجوانب البلاغية مجموعةٌ في كلماتها العشر. بدأت السورة بحرف التوكيد الجاري مجرى القسم (إنا) الذي يتكون من (إنّ) و(نا)، ووردت جملة (إنا أعطيناك) بصيغة الجمع للتعظيم، وليس «أنا أعطيتك»، وورد الفعل (أعطيناك) بصيغة الماضي ليفيد الثبوت والتحقق، وكلمة (الكوثر) على صيغة المُبالغة (فوعل)، وفي الآية الثانية أضيفت الكاف في (ربك) تكريماً للنبي وتشريفاً، ووردت الآية الثالثة مؤكدةً بمؤكدين هما الأداة إنّ والقصر عن طريق تعريف المبتدأ والخبر (ورودهما معرّفيْن)، وثمة بين الكلمتين: (الكوثر) و(الأبتر) طباق؛ فالكوثر تعني الخير الكثير والأبتر هو المنقطع عن كل خير.
يعتقد بعضهم أن في سورة الكوثر إعجازاً عددياً يتمحور حول العدد 10، فعدد كلماتها عشر، وعدد حروف الآية الأولى من غير اعتبار الحروف المكررة عشر وهي: (أ، ن، ع، ط، ي، ك، ل، و، ث، ر)، وعدد الحروف المُكونة للآية الثانية من غير تكرار عشر أيضاً وهي: (ف، ص، ل، ر، ب، ك، و، ا، ن، ح)، وكذا الأمر في الآية الثالثة، فهي تتكون من عشر حروفٍ من غير تكرار هي: (أ، ن، ش، ك، هـ، و، ل، ب، ت، ر)، وعدد الأحرف التي لم تَردْ في السورة إلا مرةً واحدةً هو عشرةٌ أيضاً: (ع، ط، ي، ث، ف، ص، ح، ش، هـ، ت).

## إعراب السورة

### الآية الثالثة
أو نقول:
هو: ضمير فصل وعماد لا محل له من الإعراب يفيد التوكيد والحصر، [كما «هم» في قوله تعالى: «أولئك هم الظالمون» (أي ليس أحدٌ سواهم)]، والأبتر: خبر إن مرفوع. وهذا الوجه من الإعراب أبلغ معنىً وأفصح بياناً.